# 周之基
周之基（1550年—1609年），字季卿，號鴻區，湖廣長沙府湘潭縣人，民籍，明朝政治人物。

## 生平
萬曆七年（1579年）己卯科湖廣鄉試第十一名，萬曆十一年（1583年）癸未科會試第一百八十二名，登三甲第三十四名進士。礼部觀政，本年授浙江鄞县知县，丁憂。十九年復除蠡县知縣，二十年升刑部主事，二十二年升户部员外郎，二十四年升郎中，万历二十五年升江西瑞州府知府，二十九年考察調用補任邵武府知府，万历三十七年己酉卒。

## 家族
曾祖周淦；祖父周思時；父周訓，曾任歲貢生 累封南京吏部郎中。母楊氏（累封宜人）。严侍下。兄周之屏，按察司按察使；周之翰，知縣；周之光，歲贡生。弟周之命、周之龍。